# Traitsching
Traitsching település Németországban, azon belül Bajorországban. Lakosainak száma 4323 fő (2023. december 31.).

## Népesség
A település népessége az elmúlt években az alábbi módon változott:
| Lakosok száma | 360  | 971  | 3066 | 3666 | 4020 | 4049 | 4130 | 4132 | 4244 | 4323 |
|               | 1875 | 1950 | 1975 | 1987 | 2012 | 2014 | 2016 | 2017 | 2021 | 2023 |